# Nucleolus
| Celbiologie |
| De dierlijke cel |
| --- |
| Animal Cell |
| Componenten van een dierlijke cel: 1. Nucleolus 2. Celkern 3. Ribosoom (blauwe puntjes) 4. Vesikel 5. Ruw endoplasmatisch reticulum 6. Golgicomplex 7. Cytoskelet 8. Glad endoplasmatisch reticulum 9. Mitochondrion 10. Vacuole 11. Cytosol 12. Lysosoom 13. Centrosoom 14. Celmembraan |
| Portaal Biologie |

Diagram van de celkern. Het bolvormige lichaam in de celkern is de nucleolus.

De nucleolus (meervoud: nucleoli) is een amorfe structuur in de celkern van eukaryotische cellen. De nucleolus bestaat uit RNA, DNA en eiwitten en bevat de moleculaire machinerie die nodig is voor de vorming van ribosomen. Ribosomen zijn grote complexen die opgebouwd zijn uit ribosomaal RNA (rRNA) en r-eiwitten. In de nucleolus worden deze moleculen gesynthetiseerd en in de juiste structuur samengebracht. De ribosomen verlaten de celkern via kernporiën en verzorgen in het cytoplasma de eiwitsynthese.
Nucleoli vormen zich rond specifieke delen van het chromatine in de celkern, de zogenaamde nucleolus organizer regions. In deze chromatinegebieden bevinden zich rDNA-sequenties: genen die coderen voor de eiwitten en RNA-moleculen waaruit ribosomen zijn opgebouwd. Stoornissen van de nucleolus zijn in verband gebracht met een aantal erfelijke aandoeningen die "nucleolopathieën" worden genoemd. De nucleolus is ook in de belangstelling gekomen als mogelijk doelwit voor chemotherapie.

## Geschiedenis
Het bestaan van de nucleolus werd ontdekt rond 1835. Er was weinig bekend over de functie van de nucleolus tot er in 1964 een onderzoek van John Gurdon en Donald Brown over verscheen. In het onderzoek werd de structuur en functie van de nucleolus – met gebruikmaking van cellen van de klauwkikker Xenopus laevis – in groot detail beschreven. Ze maakten bekend dat de kikkereieren waarin de nucleolus afwezig was, niet in staat waren levende kikkervisjes voort te brengen. De onderzoekers concludeerden daaruit dat de nucleolus een essentiële functie had in normale celprocessen. In 1966 werd aangetoond dat het DNA in nucleoli codeert voor ribosomaal RNA, en dus betrokken was bij ribosoomsynthese.

## Structuur

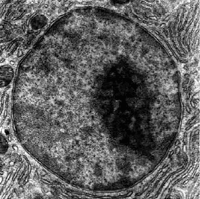
Een
elektronenmicroscopische opname van een celkern. De donkere vlek is de nucleolus.

De nucleolus is de meest opvallende structuur in de celkern en kan zichtbaar gemaakt worden met behulp van de lichtmicroscoop. In tegenstelling tot veel andere organellen in de cel is de nucleolus niet omsloten door een membraan: het is een groot aggregaat van macromoleculen, waaronder rDNA, rRNA-precursors, rijp rRNA, snoRNA's, ribosomale eiwitten (r-eiwitten) en verschillende enzymen. Doordat de RNA-moleculen en eiwitten dicht bij elkaar liggen kunnen stofwisselingsreacties snel plaatsvinden en worden ribosomen efficiënt gesynthetiseerd.
De drie hoofdcomponenten van de nucleolus zijn het fibrillaire centrum (FC), het dense fibrillaire component (DFC) en het granulaire component (GC). Transcriptie van rDNA vindt waarschijnlijk plaats in de FC. De DFC is voornamelijk opgebouwd uit het eiwit fibrillarine, dat betrokken is bij de processing van rRNA. De GC bevat het eiwit nucleofosmine, dat eveneens een belangrijke rol speelt in ribosoomvorming.
De ultrastructuur van de nucleolus kunnen bestudeerd worden door middel van elektronenmicroscopie. De processen van een organisatie en dynamica kan gevolgd worden met fluorescente eiwitlabeling en FRAP-technieken. Ook antilichamen tegen het eiwit PAF49 kunnen worden gebruikt als een marker voor de nucleolus (immunofluorescentie).

## Functie
De nucleolus is voornamelijk gericht op het synthetiseren van ribosoomdelen. Het assembleren van ribosomaal RNA met ribosomale eiwitten is een complex proces waarbij veel enzymen en functionele RNA-moleculen zijn betrokken (met name snoRNA). Naast ribosomen worden ook andere niet-coderende RNA-moleculen in de nucleolus gevormd en verwerkt, zoals transfer RNA (tRNA). Telomerase is een eiwit-RNA-complex dat eveneens in de nucleolus wordt samengesteld.

### Vorming ribosomen
De synthese van ribosomen in de nucleolus begint met transcriptie van rDNA door het enzym RNA-polymerase I. Om de transcriptie te laten plaatsvinden, zijn verschillende pol I-geassocieerde factoren en DNA-specifieke factoren vereist. Nadat de transcriptie voltooid is ontstaat een lange rRNA-keten (45S pre-rRNA) dat nog veel onnodige sequenties bevat. De keten wordt in een aantal delen (subunits) gesplitst door enzymen. Dit proces wordt begeleid door korte RNA-moleculen genaamd small nucleolar RNA (snoRNA). Nadat de rRNA-subunits zijn verwerkt, kan assemblage plaatsvinden tot ribosoomdelen.
In planten en hogere eukaryoten worden de ribosomale eiwitten in het cytoplasma gevormd en  via kernporiën naar de nucleolus getransporteerd. Assemblage van rRNA en r-eiwitten levert de 40S (kleine) en 60S (grote) ribosoomdelen van het complete ribosoom. Deze worden geëxporteerd via de kernporiën naar het cytoplasma, waar ze vrij in het cytoplasma blijven of een binding aangaan met het endoplasmatisch reticulum.